# بوشيني متضخم
بوشيني متضخم (الاسم العلمي: Puccinia turgida) هو نوع من الفطريات يتبع جنس البوشيني من فصيلة البوشينية.